# Felicia Day

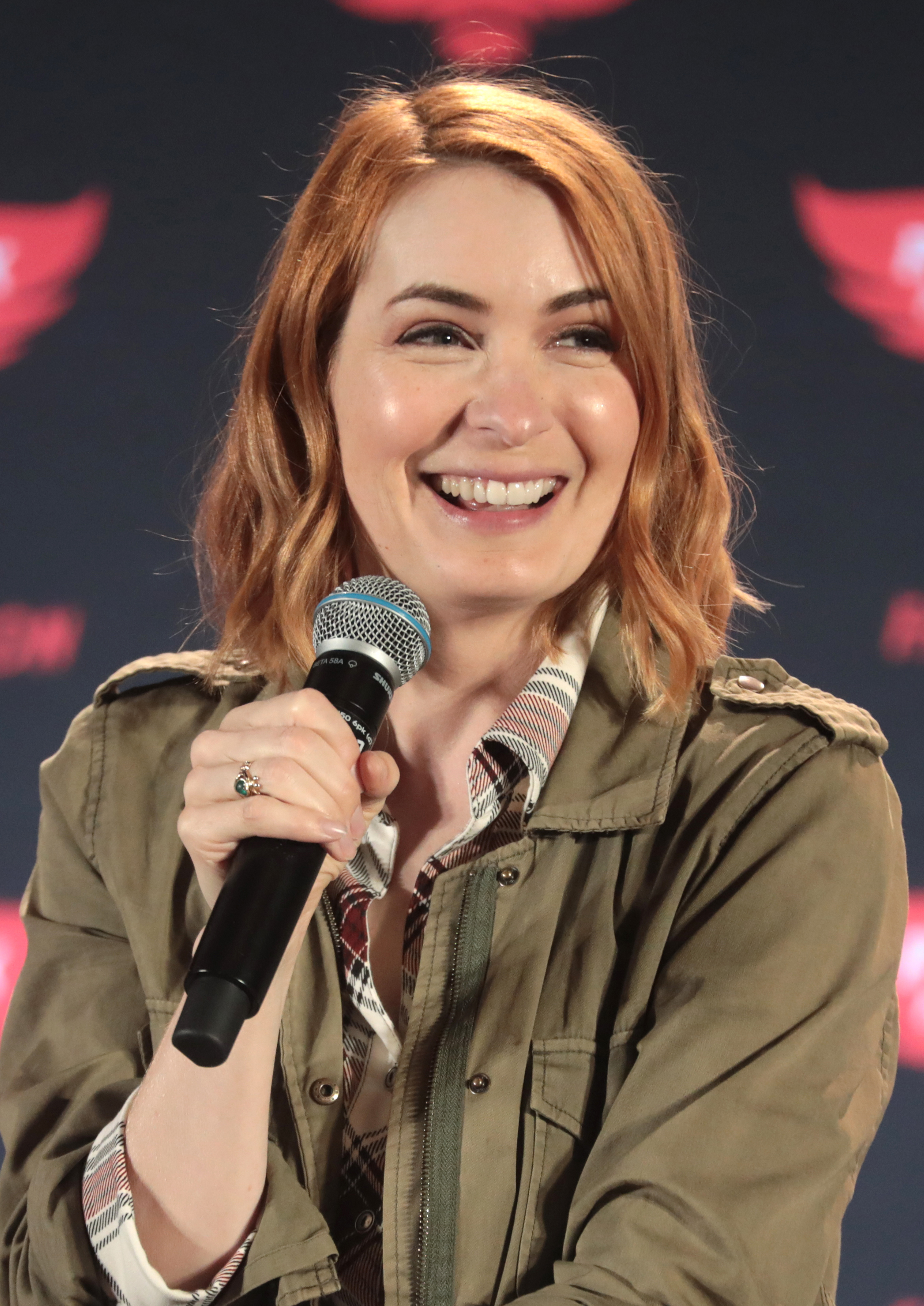
Felicia Day (2022)

Kathryn Felicia Day (* 28. Juni 1979 in Huntsville, Alabama) ist eine US-amerikanische Schauspielerin, Drehbuchautorin, Synchronsprecherin und Produzentin, die für ihre Serienrollen der Vi in der Serie Buffy – Im Bann der Dämonen, der Charlie Bradbury in Supernatural, der Holly Marten in Eureka – Die geheime Stadt sowie für Filmrollen wie in Girls United Again bekannt ist. Sie arbeitet außerdem als Hauptdarstellerin, Drehbuchautorin und Produzentin der Web-Serie The Guild, die den Greenlight Award für die beste digitale Serienproduktion auf den South by Southwest Festivals, den YouTube Video Award für die beste Serie und den Yahoo! Video Award ebenfalls für die beste Serie gewann.

## Leben und Karriere

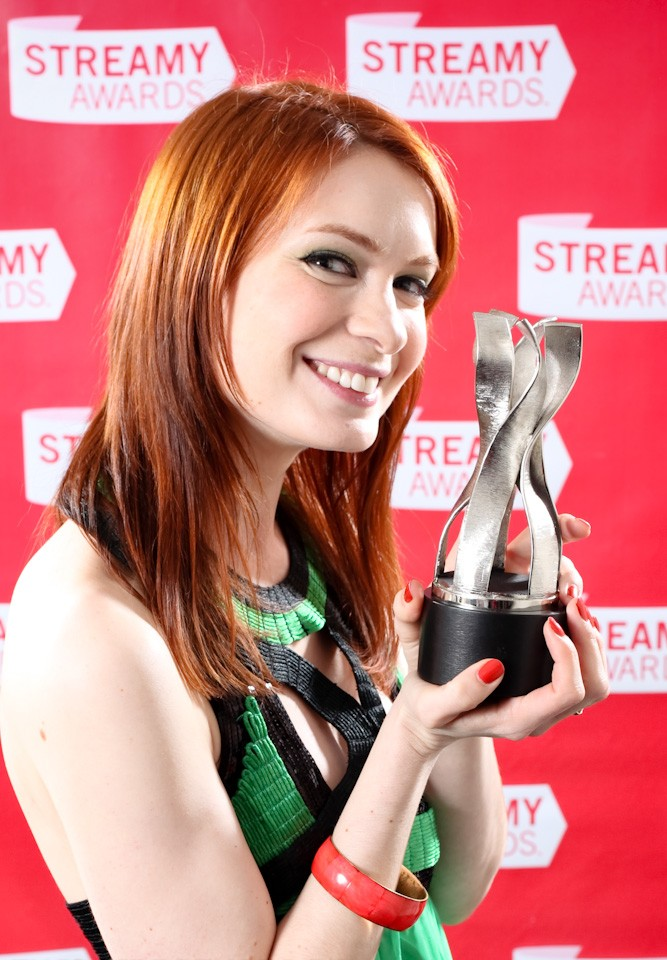
Felicia Day mit ihrem Streamy Award von 2009 für die Beste Weibliche Schauspielerin in einer Comedy-Webserie

Nachdem sie die University of Texas at Austin mit einem Abschluss in Mathematik und Musik verlassen hatte, zog Day nach Los Angeles um eine Schauspielkarriere zu beginnen. Sie konnte verschiedene Rollen in kleineren beziehungsweise unabhängigen Filmproduktionen sowie in Werbespots und Gastrollen in Fernsehserien erlangen. Dies verhalf ihr zu größeren Rollen, unter anderem im Film Girls United – Again, eine Hauptrolle in June und eine wiederkehrende Rolle als potentielle Jägerin Vi in der Fernsehserie Buffy – Im Bann der Dämonen.
Ab 2007 war Day als Serienerfinderin, Hauptdarstellerin, Drehbuchautorin und Produzentin der Web-Serie The Guild tätig. Im Juli 2008 spielte sie eine Hauptrolle neben Neil Patrick Harris und Nathan Fillion in Joss Whedons dreiteiligem Web-Musical Dr. Horrible’s Sing-Along Blog. In Folge hatte Day auch Gastauftritte unter anderem in Joss Whedons folgender Produktion Dollhouse und in Serien wie Lie to Me oder Eureka – Die geheime Stadt. Sie erhielt einige Gastrollen in der Serie Supernatural und war im April 2012 in der Folge The Girl with the Dungeons and Dragons Tattoo als Hackerin Charlie zu sehen.
Mit ihrer Serie The Guild sammelte Day erste Erfahrungen als Produzentin. Traditionell arbeitet sie bei der Produktion mit Kim Evey zusammen. Day ist Miteigentümerin mehrerer Produktionsfirmen zur Herstellung von Webvideoprojekten. Im Jahr 2011 erhielt ihre Firma Geek & Sundry Inc. von Google einen Vorschuss von 20 Mio. Dollar zur Produktion von Webvideoinhalten als einer von etwa 100 Youtube-Kanälen im Rahmen des Projekts YouTube TV. Der YouTube-Originalkanal Geek & Sundry wurde im April 2012 gestartet. 2014 verkaufte sie Geek & Sundry Inc. an Legendary Entertainment.
Im Januar 2017 wurde Day Mutter einer Tochter.

## Filmografie (Auswahl)
- 2002: They Shoot Divas, Don’t They? (Fernsehfilm)
- 2002: House Blend (Fernsehfilm)
- 2003: Backslide
- 2004: The Mortician’s Hobby
- 2004: Girls United Again (Bring It on Again)
- 2004: June (Fernsehfilm)
- 2004: Final Sale
- 2005: Mystery Woman: Vision of a Murder (Fernsehfilm)
- 2005: Warm Springs (Fernsehfilm)
- 2005: Short Story Time
- 2006: God’s Waiting List
- 2007: Splitting Hairs
- 2008: Prairie Fever
- 2008: Dear Me
- 2010: Red: Werewolf Hunter (Fernsehfilm)
- 2012: Rock Jocks
- 2014: Lust for Love
- 2017: We Love You, Sally Carmichael!
- 2018: Stuck
- 2019: Chasing Molly

### Fernsehserien und Internetproduktionen
- 2001: Emeril (Folge 1x04)
- 2002: Meine Familie – Echt peinlich (Maybe It’s Me, Folge 1x17)
- 2003: Buffy – Im Bann der Dämonen (Buffy the Vampire Slayer, 8 Folgen)
- 2003: For the People (Folge 1x16)
- 2004: One on One (Folge 4x02)
- 2004: Strong Medicine: Zwei Ärztinnen wie Feuer und Eis (Strong Medicine, Folge 5x01)
- 2005: Monk (Folge 4x05)
- 2006: Windfall (2 Folgen)
- 2006: Love, Inc. (Folge 1x14)
- 2007–2013: The Guild (Webserie, auch Produzentin und Drehbuchautorin)
- 2008–2010: Legend of Neil (Webserie, 11 Folgen)
- 2008: Dr. Horrible’s Sing-Along Blog (Webproduktion)
- 2009: Dr. House (House, Folge 5x02)
- 2009: Roommates (3 Folgen)
- 2009–2010: Dollhouse (2 Folgen)
- 2010: Lie to Me (Folge 2x10)
- 2011: Dragon Age: Redemption (Webserie, auch Drehbuchautorin)
- 2011–2012: Eureka – Die geheime Stadt (Eureka, 18 Folgen)
- 2012–2020: Supernatural (11 Folgen)
- 2014: Math Bites (Folge 1x01)
- 2015–2017 Con Man (6 Folgen)
- 2016: The Quest – Die Serie (The Librarians, Folge 1x29)
- 2017: My Little Pony – Freundschaft ist Magie (My Little Pony: Friendship is Magic, Folge 7x13)
- 2017–2022: Mystery Science Theater 3000 (30 Folgen)
- 2018–2019: The Magicians (4 Folgen)
- 2019, 2023: The Rookie (2 Folgen)
- 2020: Into the Dark (Folge 2x07)
- 2020: Glitch Techs (3 Folgen, Stimme)
- 2020: Spider-Man (3 Folgen, Stimme)
- 2021: Willkommen im Haus der Eulen (The Owl House, Folge 2x05, Stimme)
- 2022: The Legend of Vox Machina (Folge 1x02, Stimme)
- seit 2022: Monster High – Mega Monsterparty (Monster High: Ghoul’s Rule!, Stimme)

## Videospiele
- 2010: Rock of the Dead
- 2010: Fallout: New Vegas
- 2011: Guild Wars 2[11]
- 2011: Dragon Age II: Mark of the Assassin
- 2015: Guild Wars 2: Heart of Thorns
- 2016: Con Man: The Game
- 2016: Masquerada: Songs and Shadows
- 2018: Monster Prom
- 2020: Dungeons of Naheulbeuk
- 2023: Stray Gods

## Veröffentlichungen
- You’re Never Weird on the Internet (Almost). Touchstone, New York 2015, ISBN 978-1-4767-8565-3.
- Embrace Your Weird. Face your fears and unleash creativity. Gallery Books, New York 2019, ISBN 978-1-982113-22-3.
- Third Eye. Audible Originals, 2023